# Mount Gleadell
Mount Gleadell är ett berg i Antarktis. Det ligger i Östantarktis. Australien gör anspråk på området. Toppen på Mount Gleadell är 560 meter över havet.
Terrängen runt Mount Gleadell är platt söderut, men österut är den kuperad. Havet är nära Mount Gleadell åt nordväst. Mount Gleadell är den högsta punkten i trakten. Trakten är obefolkad. Det finns inga samhällen i närheten.